# زابروده (استان اشوی‌داشکسیه)
زابروده (به لهستانی: Zabrody) یک منطقهٔ مسکونی در لهستان است که در گمینا کراسوچین واقع شده‌است. زابروده ۱۱۳ نفر جمعیت دارد.